# 肘掛け

肘掛けと椅子(点線)

肘掛け（ひじかけ）とは、人が肘を置き、休ませるための装置である。古より家具、住居、施設、交通機関など多くの場所や設備において用いられ、その用途も様々である。

## 概要

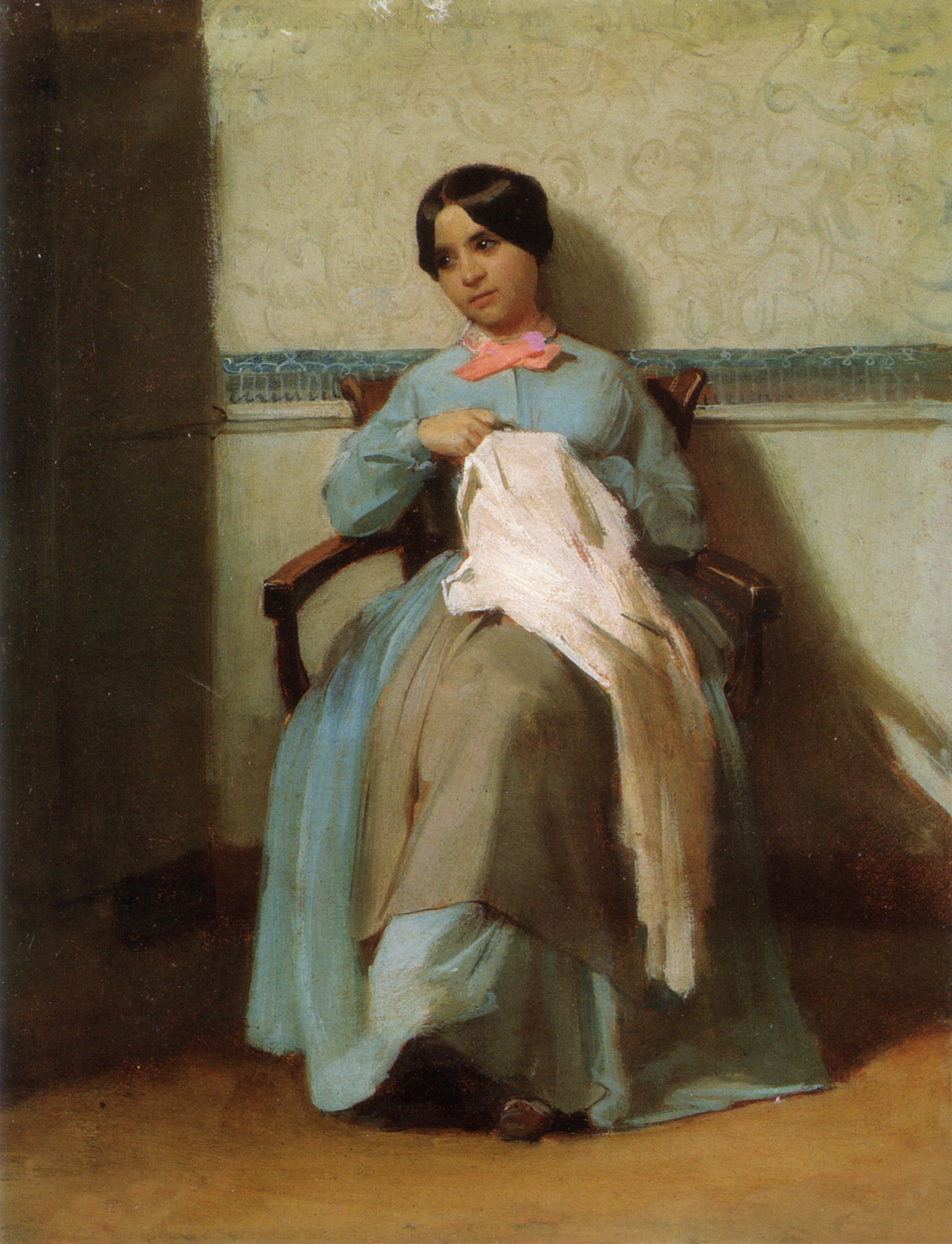
肘掛けに肘を掛けた女性

肘掛けは、多くの場合椅子において使用される。それらは椅子の座部の左右両側に設置され、そこに腕をそれぞれ乗せることにより、使用者に対しその部位の弛緩を提供する。肘掛けを備えた椅子は、アームチェア（肘掛け椅子）と呼ばれる。
肘掛けは様々なタイプの種類の椅子に使われている。例として、デスクチェア、アームチェア、ソファー、オフィスチェア、旅客機の座席、車椅子、そして多くの乗用車や自家用車などが挙げられる。

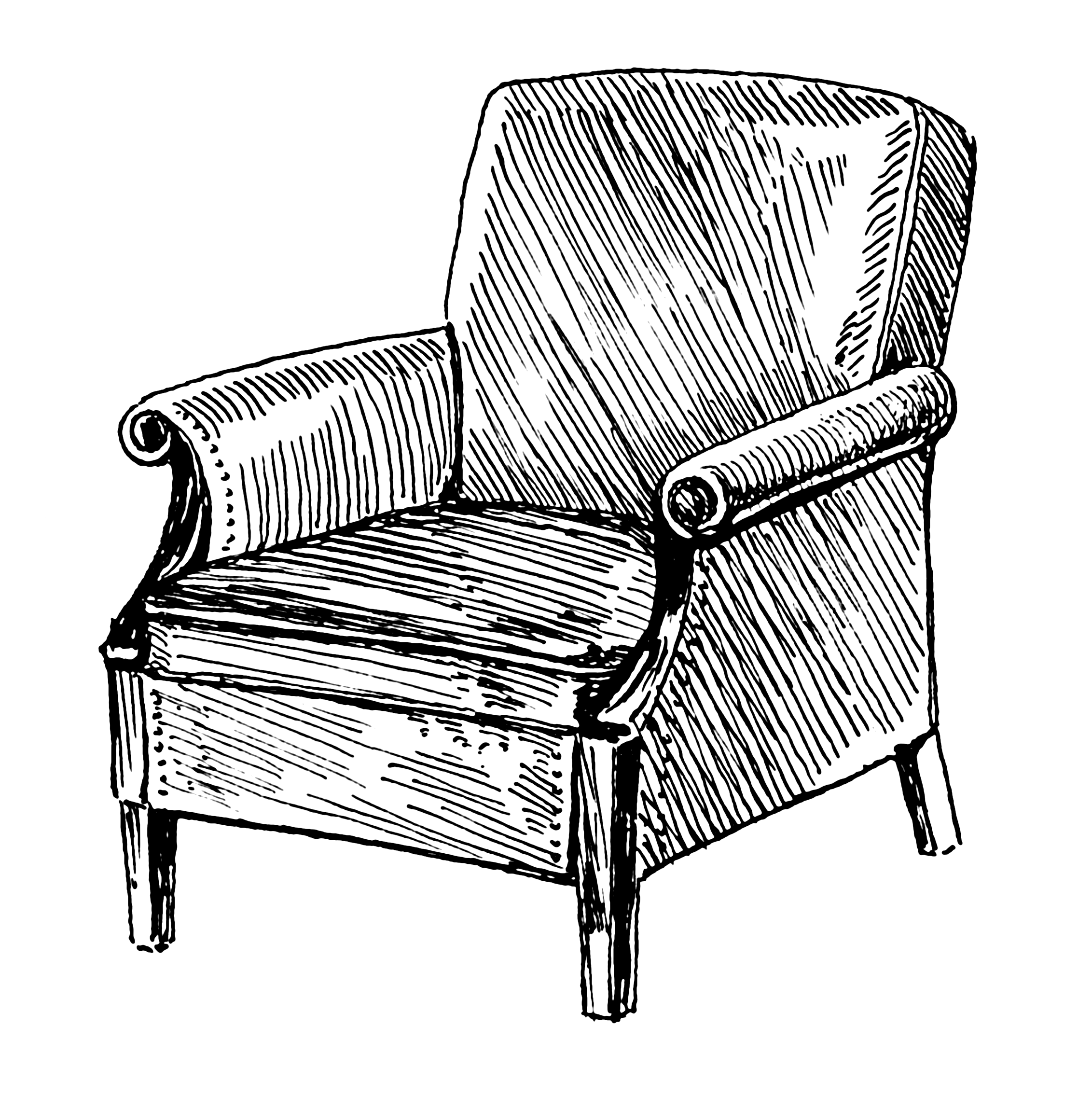
アームチェア
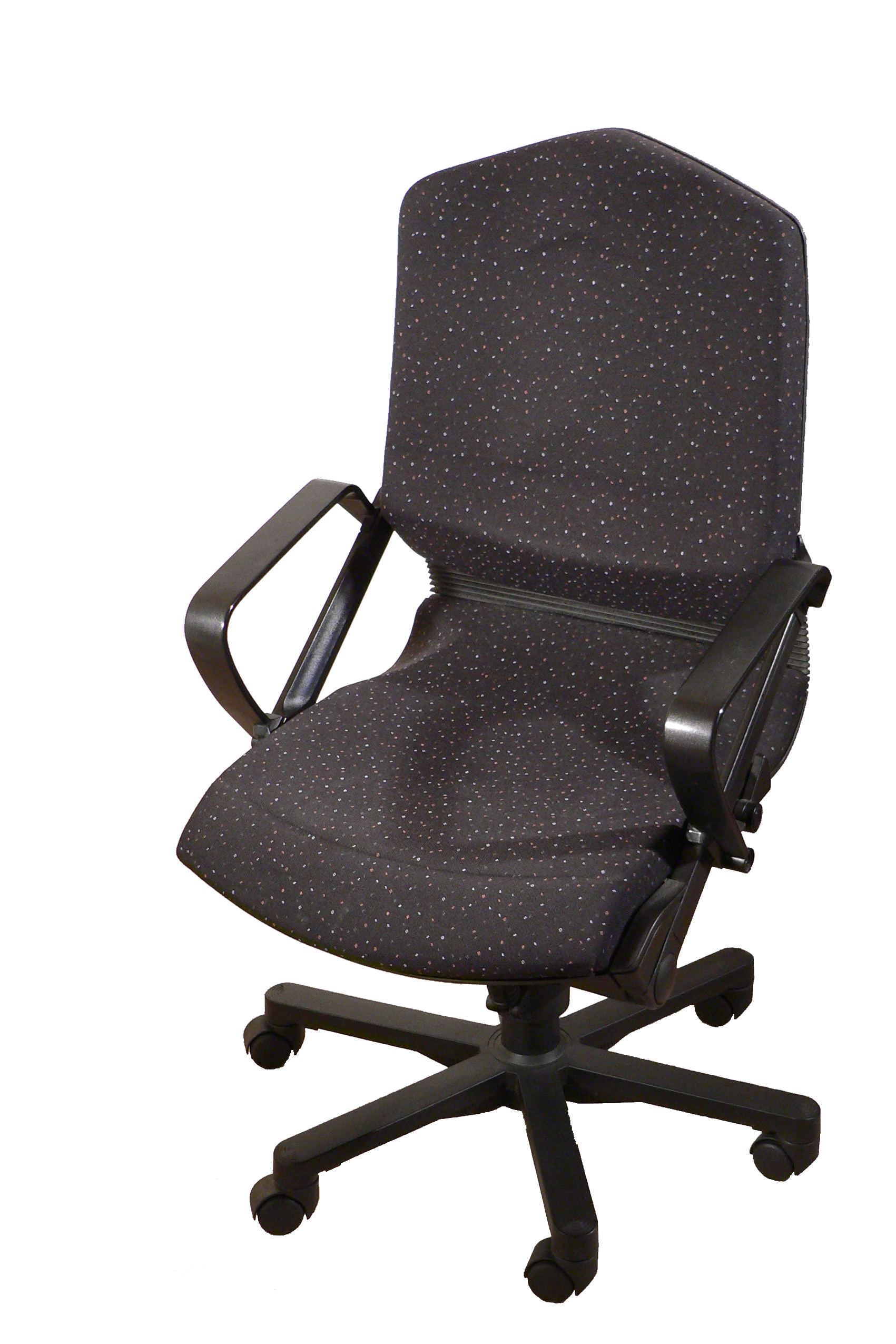
オフィスチェア

## 交通における肘掛け

### 自動車
特に自動車の内装において、肘掛けはアームレスト(armrest)と呼ばれる。近年多くの製品に採用され、前後両座席に設置されている。大型もしくは高級モデルに近づくにつれ、アームレストもより大きくなる。

#### 前部座席

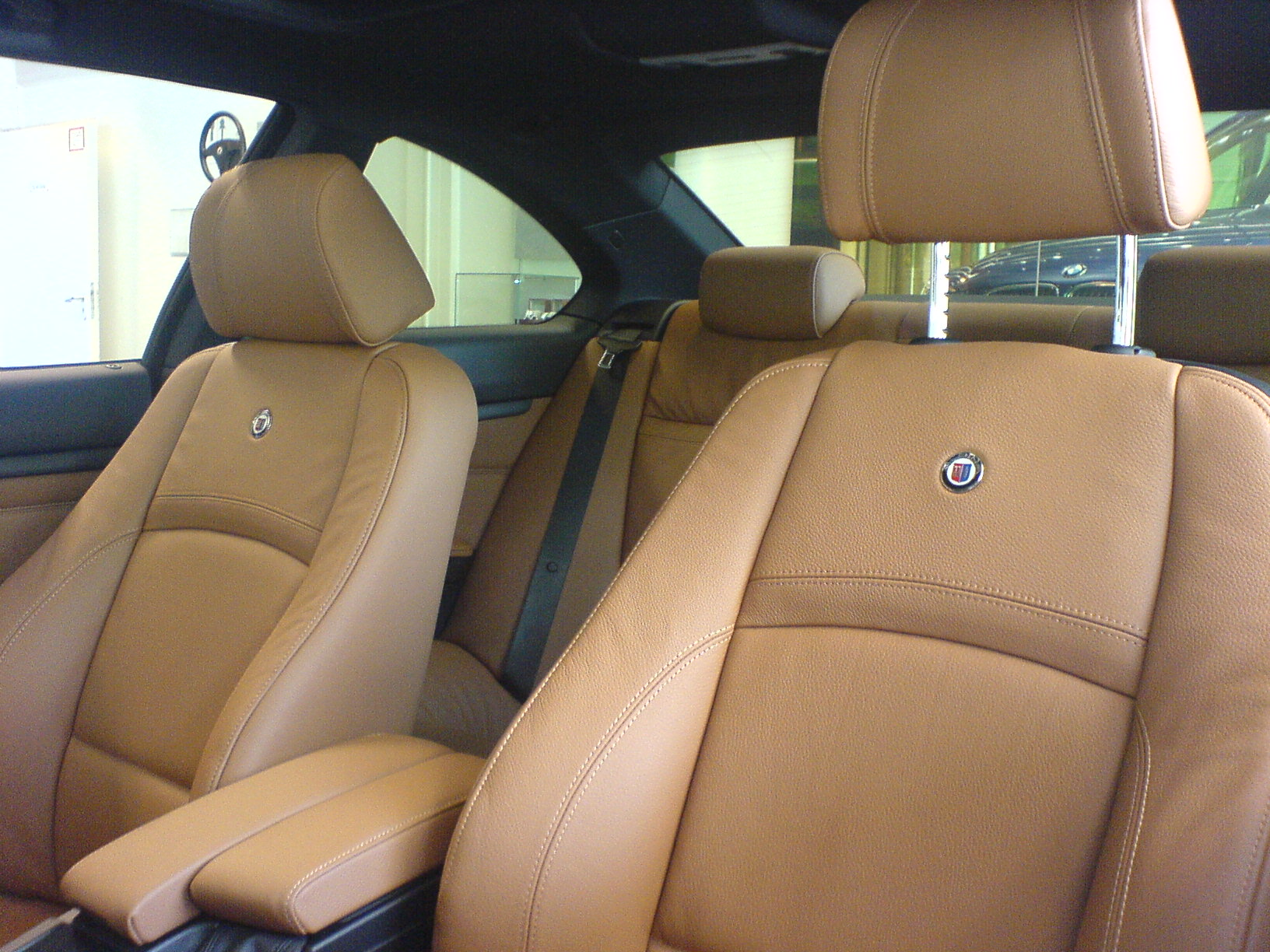
車前部シートのアームレスト

車の前部座席に設置されているアームレストは、センターアームレストと呼ばれ、一般的には乗務員の自らの手動による上げ下げが可能である。小物入れやカップホルダーなどを備えるものも存在する。空調やウィンドウ・モーターといった自動車には非必須な機能の操作部を提供するものもある。セントラルアームレストは強化プラスチック素材及び繊維または革で覆われたソフトパッドにより構成されている。
時として、1、2個の肘掛けは個々の席にも取り付けられたものもあり、これらは一般にミニバン (MPV)、SUVなどの自動車の特徴である。
しばしば、車のドアに組み込まれているものがあり、これらはドアの取っ手の一部を形成する。

#### 後部座席

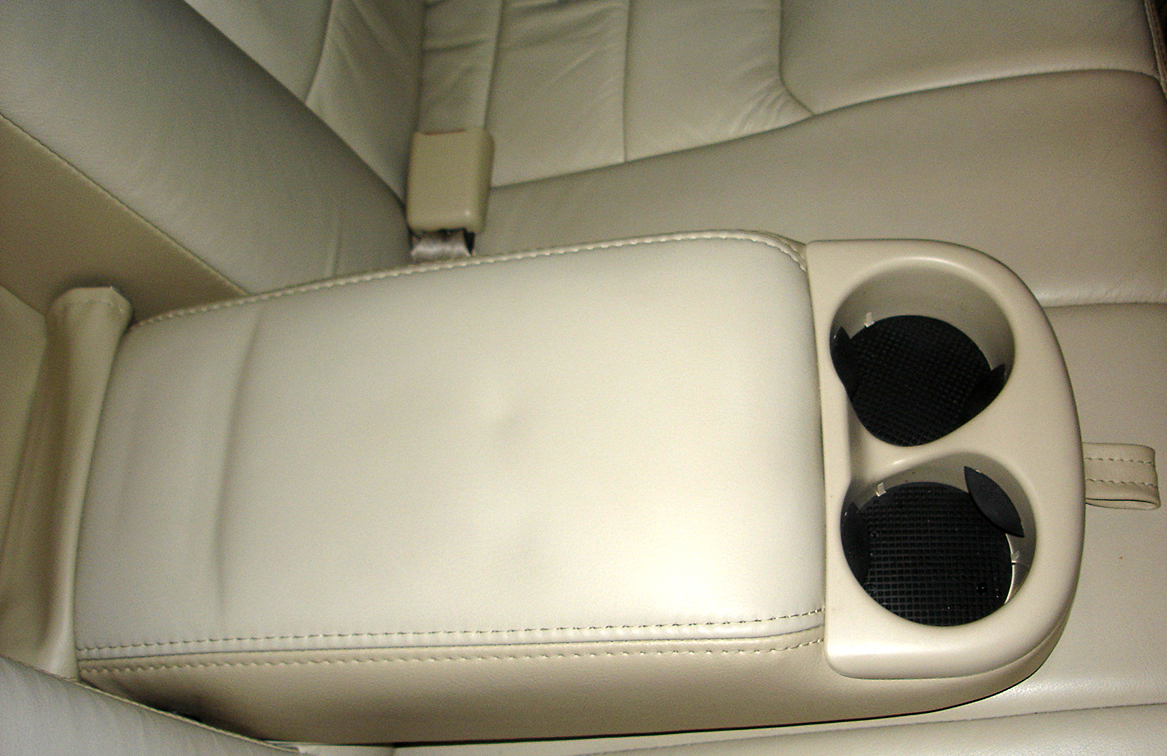
リンカーン・タウンカー後部座席のアームレスト。複数のカップホルダーを備える。

一般に、後部座席間のリアアームレストは折りたたみ収納することが可能である。これにより、中心の座席への乗員の座席を可能になる。
ボルボ社製モデルを含む、乗員の安全性を謳った一部の設計においては、通常の2倍のサイズを持たせることにより、調節可能なシートベルトを完備したチャイルドシートとして機能する。
前部座席同様、リアアームレストを後部ドアもしくは車側面内に組み入れておくことは珍しくない。

### 公共交通機関
公共の交通機関である鉄道や旅客航空の客席内の座席にも、肘掛けが使用されている。乗客は自らの座席に応じて自らの左右いずれか、もしくは座席間に備えられた肘掛けを使用する。クロスシート（横座席）と呼ばれる座席配列を採用した車両において、多く肘掛けが提供されている。ロングシート（縦座席）を採用したロンドン地下鉄では、肘掛けを乗客1人分の仕切りとして使用した例もある。
旅客機では照明や空調の調節スイッチ、客室乗務員の呼び出しなどのボタンなどが設置されている。中には、自動車同様、小物入れカップホルダー備え、テーブルの役目を果たすものも存在する。これらの設置の有無は座席のクラス分けに左右され、クラスが上級になるほど提供されることが多く、アームレスト自体の余裕も大きくなる。身体が不自由な者のために、上げ下げが可能な肘掛けを用意する航空会社もある。

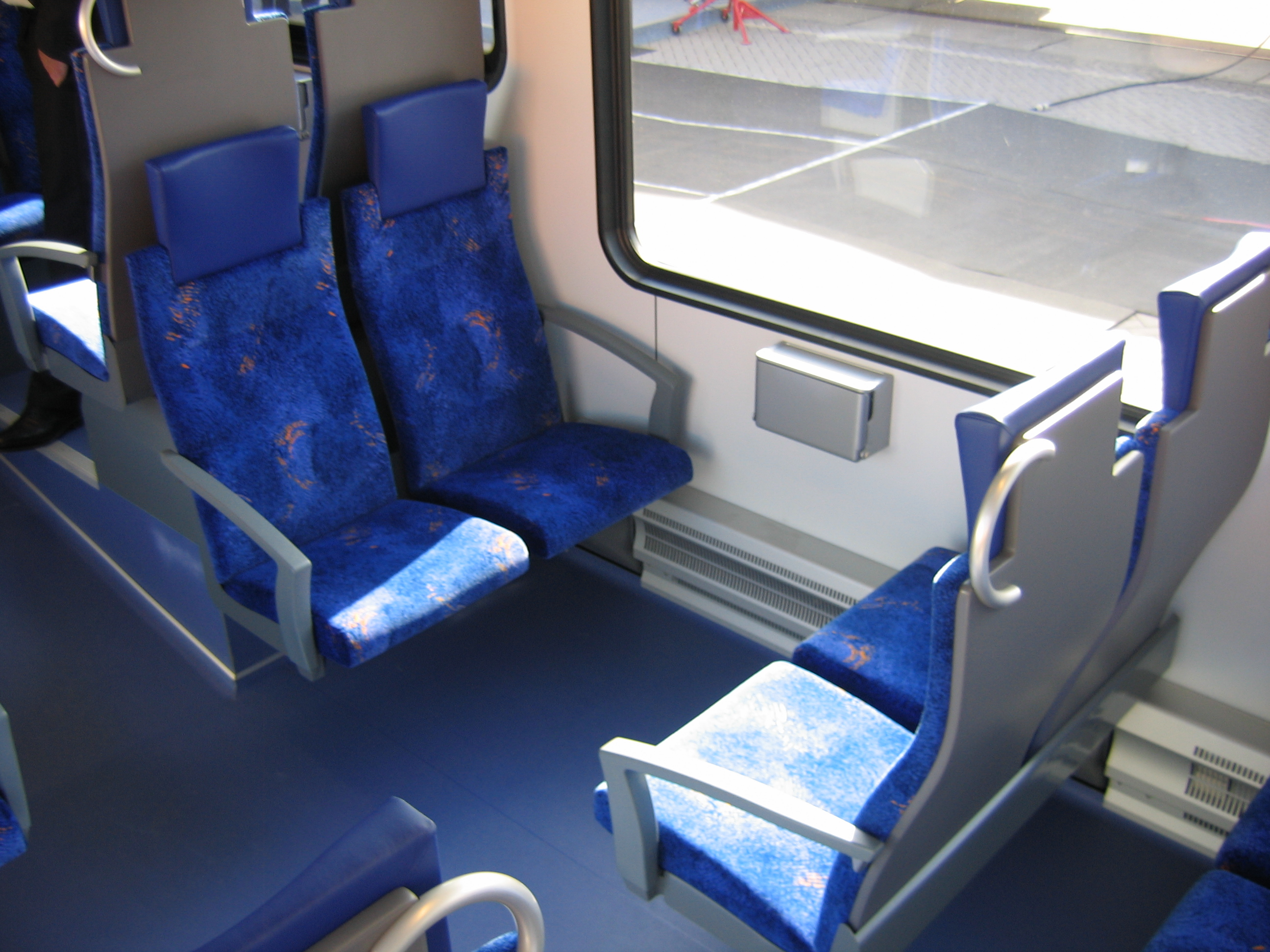
スイスの超低床電車FLIRTの客室
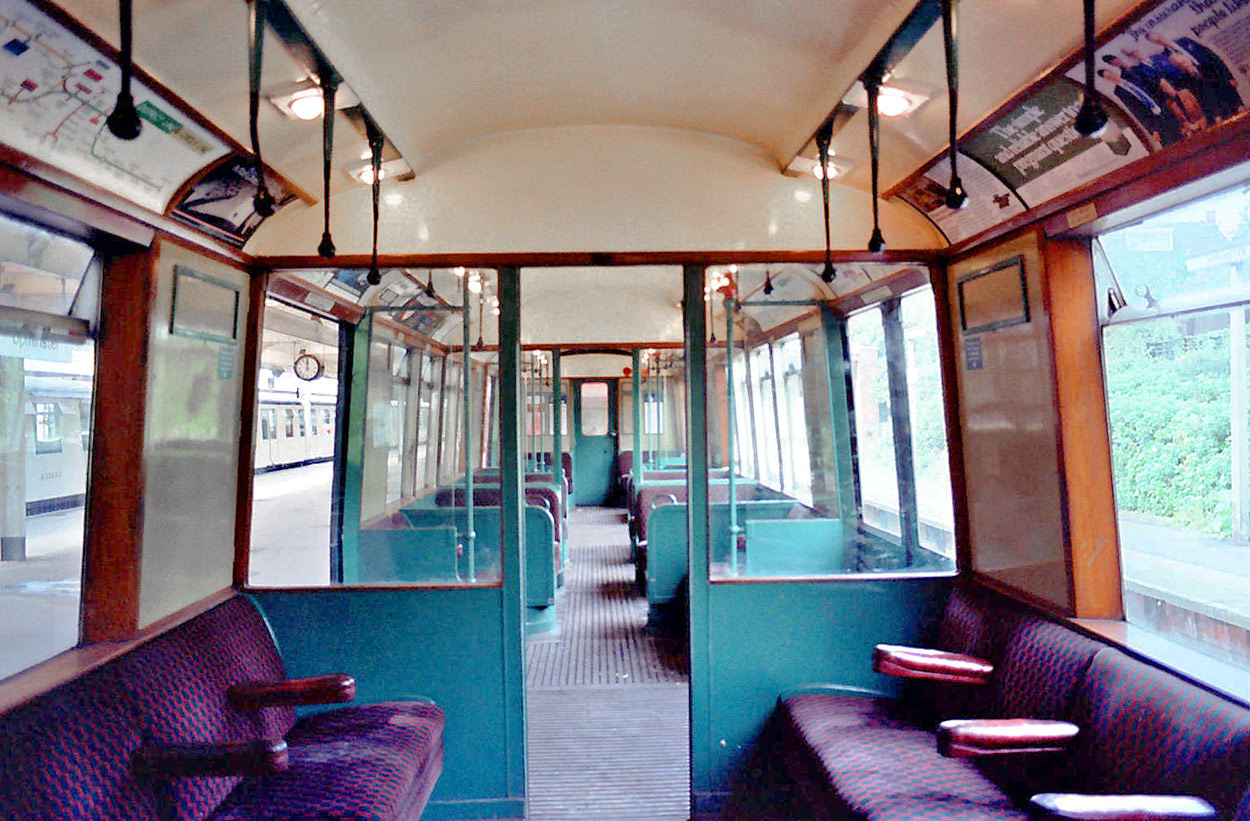
1981年まで使われていたロンドン地下鉄の車内。縦に並んだ各座席に1人分の肘掛けを備える。
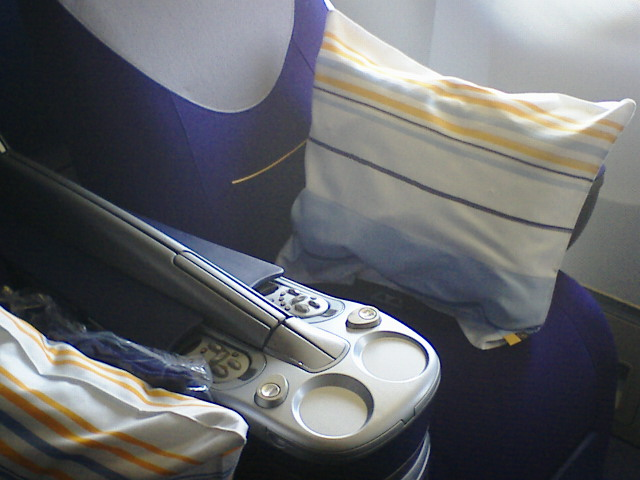
旅客機でのファーストクラスのシートにみる肘掛け

| - スイスの超低床電車FLIRTの客室 - 1981年まで使われていたロンドン地下鉄の車内。縦に並んだ各座席に1人分の肘掛けを備える。 - 旅客機でのファーストクラスのシートにみる肘掛け |